# Sotos de la Albolafia
El monumento natural Sotos de la Albolafia es un espacio natural protegido situado en Córdoba (España),  declarado monumento natural el 2 de octubre de 2001, mediante decreto de la Junta de Andalucía. La zona declarada monumento natural es la comprendida entre el puente Romano y el puente de San Rafael y tiene una superficie de 21,36 hectáreas.
Está situado en un tramo del río Guadalquivir con zonas inundables, pequeños afloramientos, barras e islotes; producto de las diferentes fluctuaciones históricas en el nivel del agua del río a su paso por la ciudad de Córdoba.
Incluye diferentes molinos como el molino de San Antonio, molino de Enmedio, el molino de Téllez o el molino de la Albolafia, del que procede su nombre. La vegetación que acompaña al río en este entorno es principalmente de ribera, encontrándose especies de sauces, álamos, adelfas, zarzas y carrizos. Los Sotos y sus alrededores albergan una importante avifauna. Cada año, se observan más de 110 especies de aves y una colonia de cría de garcilla bueyera y martinete, localizada desde 2010 cerca del Molino de Martos, aguas arriba del Monumento Natural. Acoge una muy pequeña población de calamón y solo de vez en cuando al morito. Los avistamientos de nutria son también muy frecuentes.